# Nisueta
Nisueta là một chi nhện trong họ Sparassidae.